# MIRARTHホールディングス
MIRARTHホールディングス株式会社（ミラースホールディングス）は、東京都千代田区に本社を置くマンションを中心とした不動産ディベロッパーである。東京証券取引所プライム市場上場企業。旧社名は宝工務店のちタカラレーベン（初代）。
本項目では当社の持株会社の子会社である株式会社タカラレーベン（2代目）についても記述するものとする。

## 概要
東武東上線沿線地域から不動産開発を始め、東京都城北部と埼玉県南部の物件が中心であったが、再開発事業に参画することも多く全国で展開している。近年は郊外部で一戸建て分譲地を手がけるようになり、長野県（軽井沢）や栃木県（宇都宮）方面にも進出。
ブランド名は「レーベン」が冠につく数種。開発・分譲・管理と全てグループ内で完結させるのが特徴。近年はマンションの分譲のみでなく老人ホームの建設や企業再生プログラムなど、時代背景を見据えた事業を展開。また、インターネットでの商品情報配信にも力を入れている。
2001年にジャスダック上場、2003年に東証二部上場を経て、2004年東証一部に上場を果たした。
2016年4月4日、タカラレーベン傘下のタカラアセットマネジメントが立ち上げ2015年12月に上場申請がなされていた「タカラレーベン・インフラ投資法人」が6月2日に東京証券取引所インフラファンド市場に新規上場することが公告された。本インフラ投資法人では、太陽光発電への投資による収益を得ることを目的としており、上場した6月2日時点での総資産は87億7300万円で、そのうち、約79億円が太陽光発電目的の資産に充てられているという。本インフラ投資法人は、マイナス金利政策の影響で金利利回りが低下している中で、収益分配金利回りが上場投資法人の中では比較的高いことから投資先として期待されていることや、本インフラ投資法人は日本のインフラファンド市場への上場第一号案件であったことなどから、上場承認がされる前から脚光を浴びる可能性も報じられていた。
2022年10月1日にグループを持株会社体制に移行し、タカラレーベン（初代）を「地球（Earth）の未来（Mirai）」を掛け合わせたMIRARTHホールディングスに商号変更した。グループ経営管理・エネルギー・アセットマネジメントを除く全事業を完全子会社のタカラレーベン西日本に会社分割。株式会社タカラレーベン西日本が株式会社タカラレーベン（2代目）に商号変更し、持株会社と同じ東京都のビルへ本社を移転した。

## 沿革
- 1972年（昭和47年）9月 - 板橋区大和町に株式会社宝工務店を設立。
- 1973年（昭和48年）1月 - 宅地建物取引業免許を取得。
- 1974年（昭和49年）5月 - 板橋区中板橋に本社移転。
- 1975年（昭和50年）6月 - 中板橋に本社ビル「第一宝ビル」購入。
- 1979年（昭和54年）6月 - 第一宝ビルに本社機能を移転。
- 1986年（昭和61年）5月 - 販売・仲介業務拡大のため株式会社宝住販を設立。
- 1988年（昭和63年）4月 - 株式会社レーベンコミュニティ設立。
- 1994年（平成6年）6月 - 自社分譲マンション「レーベンハイム」シリーズを販売開始。
- 1999年（平成11年）
  - 8月 - 宅地建物取引業免許を都知事免許から国土交通大臣免許に変更。
  - 9月 - 株式会社宝住販を吸収合併。
- 2000年（平成12年）
  - 1月 - 不動産特定共同事業の許可を取得。
  - 10月 - 株式会社タカラレーベンに商号変更。
- 2001年（平成13年）
  - 8月 - タカラレーベン本社ビル完成に伴い、池袋に本社を移転。
  - 10月 - 千代田区内幸町に東京支社を開設。
  - 11月 - JASDAQ市場に株式を上場。
  - 12月 - 株式会社タフコを設立。
- 2003年（平成15年）4月 - 東京証券取引所市場第二部に上場。
- 2004年（平成16年）
  - 3月 - 東京証券取引所市場第一部に上場。
  - 5月 - 株式会社リライブルレーベン（後の株式会社タカラライブネット）子会社化。
  - 11月 - 株式会社アズパートナーズを設立。
- 2006年（平成18年）5月 - 新宿住友ビルに本社移転、東京支社の廃止。
- 2008年（平成20年）8月 - 丸の内債権回収株式会社を子会社化。
- 2010年（平成22年）3月 - ライツイシューにより新株予約権が東京証券取引所に上場。
- 2011年（平成23年）9月 - 株式会社タカラライブネットの全株式を売却。
- 2012年（平成22年）10月 - 横浜支社を開設。株式会社宝ハウジング（現・タカラプロパティ）を子会社化。
- 2015年（平成27年）1月 - 株式会社住宅情報館を子会社化[8][注釈 1]。後にタカラレーベン西日本へ商号変更。
- 2017年（平成29年）5月 - 新宿区（新宿住友ビル）から千代田区の新鉄鋼ビルに本社移転
- 2018年（平成30年）7月 - タカラレーベン不動産投資法人が東証上場
- 2022年（令和4年）10月1日 - 持株会社体制に移行し、タカラレーベン（初代）がMIRARTHホールディングス株式会社へ商号変更。事業会社としてタカラレーベン西日本が株式会社タカラレーベン（2代目）へ商号変更[9][10]。

## 主なブランド
- レーベン（LEBEN）
- ネベル（NEBEL）

旧ブランド
- レーベンハイム（ファミリー向けマンション）
- レーベンリヴァーレ（デザイナーズマンション）
- レーベンスクエア（大規模マンション）
- レーベンシティオ（都市型コンパクトマンション）
- レーベンプラッツ（戸建て・注文住宅）
- レーベンリゾシア（リゾートマンション）

## 主な開発地
- 松江ザ・タワー - 島根県松江市殿町。2026年7月竣工予定。国宝・松江城に隣接する。地上19階建て・高さ57.03ｍで、海抜56.72ｍの松江城天守閣屋根よりも高い[11]。「松江史上最高層から市内を一望する優越」「屋上テラスから国宝と日本百景を望む」がキャッチコピー。
- 岡島百貨店跡地再開発計画（仮称） - 岡島百貨店本館跡地に建設。2022年7月のプレリリースでは地上28階建て・高さ98ｍで山梨県で最も高い建築物になる。2028年秋頃竣工予定[12]。

## 所在地
- 本社 - 東京都千代田区丸の内1-8-2　鉃鋼ビルディング16階
- 東日本支社 - 宮城県仙台市青葉区中央2-2-10　仙都会舘ビル 5階
- 西日本支社 - 福岡県福岡市中央区天神2-14-13　天神三井ビル3階

## グループ企業
- MIRARTHホールディングス株式会社 - 親会社・グループ会社の経営管理等
- 株式会社タカラレーベン（不動産事業）
  - 株式会社レーベンコミュニティ（不動産管理事業・賃貸事業・保険代理業・リハビリデイ事業）
  - 株式会社レーベンホームビルド（不動産販売事業・建設業）
  - 株式会社タカラレーベンリアルネット（不動産流通事業・賃貸事業）
  - 株式会社レーベンゼストック（不動産買取再販業）
  - 株式会社レーベントラスト（賃貸管理業・不動産販売事業・賃貸事業・建設業　他）
- 株式会社レーベンクリーンエナジー（再生可能エネルギー事業）
- タカラアセットマネジメント株式会社 - 資産運用業・第二種金融商品取引業・投資助言、代理業。タカラレーベン・インフラ投資法人の資産運用会社
- タカラPAG不動産投資顧問株式会社 - 資産運用業。タカラレーベン不動産投資法人